# 23 Batalion Ochrony Pogranicza
Samodzielny Batalion Ochrony Pogranicza nr 23 – samodzielny pododdział Wojsk Ochrony Pogranicza.

## Formowanie i zmiany organizacyjne
Na podstawie rozkazu MON nr 055/org. z 20 marca 1948, na bazie Lubelskiego Oddziału WOP nr 7, sformowano 13 Brygadę Ochrony Pogranicza, a 31 komendę odcinka WOP przemianowano na batalion Ochrony Pogranicza nr 23.
Rozkazem Ministra Obrony Narodowej nr 205/Org. z 4 grudnia 1948, z dniem 1 stycznia 1949, Wojska Ochrony Pogranicza podporządkowano Ministerstwu Bezpieczeństwa Publicznego. Zaopatrzenie batalionu przejęła Komenda Wojewódzka Milicji Obywatelskiej.
Z dniem 1 stycznia 1951, na podstawie rozkazu MBP nr 043/org z 3 czerwca 1950, na bazie 13 Brygady Ochrony Pogranicza, sformowano 23 Brygadę Wojsk Ochrony Pogranicza, a 23 batalion Ochrony Pogranicza przemianowano na 232 batalion WOP.

## Struktura organizacyjna
Dyslokacja batalionu przedstawiała się następująco :
- dowództwo batalionu – Włodawa
- 142 strażnica Ochrony Pogranicza – Dołhobrody
- 143 strażnica Ochrony Pogranicza – Sobibór
- 144 strażnica Ochrony Pogranicza – Uhrusk
- 145 strażnica Ochrony Pogranicza – Świerze